# Сканиело
Сканиѐло (на италиански: Scagnello; на пиемонтски: Scagnel, Сканиел) е село и община в Северна Италия, провинция Кунео, регион Пиемонт. Разположено е на 748 m надморска височина. Населението на общината е 210 души (към 2010 г.).